# 中國—塞內加爾關係
中國—塞內加爾关系（法語：Relations entre la Chine et la Sénégal），是指歷史上的中國和塞內加爾（包括現在中華人民共和國與塞內加爾共和國）之間的雙邊關係。中華人民共和國與塞內加爾在1971年12月7日建立外交關係，雖然兩國的邦交曾在1996年中斷，但已在2005年恢復；目前，中國和塞內加爾之間保持經貿和文化上的往來。中国大陸在2013年是塞内加尔最大的進口來源地。

## 歷史

### 古代
清朝時已有華工到塞内加尔工作：1858年，有173名华工來到塞内加尔，他們在當地成為了各式各樣的建筑工人；此外，法国在1880年至1882年於中國广州、汕头、上海等地招募了一批华工，他們部分人被运到塞内加尔，負責修筑铁路。這些塞内加尔华工工作繁重，還受當地衛生和戰爭的問題困擾。

### 現代
塞內加爾在1959年與馬利（當時名為「蘇丹」）組成馬里聯邦，其後在一年後退出馬里聯邦，獨立為國。
塞內加爾在獨立之初已承認中華人民共和國，該國把中華人民共和國統治中國大陸、中華民國退到台灣的情況視為国家分裂，被認為是「兩個中國」主張的支持者:28。當時，塞內加爾與中華人民共和國洽商建立外交關係，但又不願意驅逐中華民國在當地的代表，又希望中華人民共和國不要在該國首都達喀爾設使館，由中華人民共和國駐外大使兼任駐塞內加爾代表；中華人民共和國認為塞內加爾需先驅逐當地的中華民國代表，兩國建交過程出現阻礙:28。其後，美國總統尼克遜即將訪問中華人民共和國的消息傳出，塞內加爾總統利奧波德·塞達爾·桑戈爾便表示聯合國需要中華人民共和國參與，但反對把中華民國排除在外；中華人民共和國派員與桑戈爾接洽，呈上中華人民共和國總理周恩來的親筆信，而中華民國方面亦動員科特迪瓦、馬達加斯加和扎伊爾的總統去信塞內加爾，遊說對方不要承認中華人民共和國:28。
但是，塞內加爾最終支持聯合國大會2758號決議，贊成由中華人民共和國取代中華民國的聯合國席位，又宣布承認中華人民共和國是中國唯一的合法政府；同時，桑戈爾表示承認中華民國是獨立主權國家、並希望繼續與之保持友好關係，他請求中華民國不要撤回派到塞內加爾的農耕隊，又建議中華民國把國號更改為「台灣」，後者遭對方拒絕:28–29。後來，塞內加爾在1971年12月7日與中華人民共和國建交:50。
1995年，塞内加尔面臨一場经济危机，政局出现不稳，當地人的生活水平亦下降；中華人民共和國便對塞内加尔施以援助，協助當地盖楼房，派出医疗队到當地，又與該國进行农业合作，但都未能有效緩解塞内加尔的经济問題:148。这时，中華民國政府派員喬裝為商人，游说包括總統阿卜杜·迪烏夫在內的塞内加尔政府高層，並與迪烏夫的夫人接觸，邀请她來台灣吃喝玩樂，又給她餽贈礼品；她便向迪烏夫傳遞中華民國的信息，聲稱只要塞内加尔與中華民國復交，便可獲得3,000万至6,000万美元的酬金:148。結果，塞内加尔在1996年和中華民國建交，並與中華人民共和國斷交:457。断交后，中国对塞内加尔事务曾由驻毛里塔尼亚大使馆兼辖。
2005年10月，塞內加爾與中華人民共和國簽署聯合公報，恢復邦交，並互相派駐大使；塞內加爾總統阿卜杜拉耶·瓦德為此致函中華民國總統陳水扁，表示以後只會與台灣維持經商和文化上的聯繫，又在信中明確表示國家之間沒有朋友，只會有利益。中華民國方面認為，塞內加爾此舉是因為中華人民共和國的利誘和施壓，又批評中華人民共和國「蠱惑利誘」當地總統及野心政客「外交轉向」。

## 經貿關係
- 中国大陸到塞内加尔的出口貿易[10]
- 塞内加尔到中国大陸的出口貿易[11]

根據經濟複雜性研究中心網站上的數據，中国大陸到塞内加尔的出口貿易在2003年至2013年一直呈上升趨勢，並在2013年由去年的不足5億美元大幅上升至接近10億美元。塞内加尔到中国大陸的出口貿易則較為波動，曾有多次上升和下跌，該国在2013年出口了不足4,000萬美元到中国大陸；塞内加尔向中国大陸出口花生油的金額在2011年處於高位，但其後有所下降。中国大陸在2013年是塞内加尔最大的進口來源地。

## 文化關係
中國的辽宁大学與塞内加尔的达喀尔大学於2011年3月下旬签訂协议，在达喀尔大学合作設立一所孔子学院；除了孔子学院外，塞内加尔部分大学亦有提供漢語教學，課程受到當地學生歡迎，有畢業生畢業後為中國中央電視台工作。中華人民共和國亦為會塞内加尔的學生提供獎學金：在2006至2009学年，共有70名塞内加尔學生接受中國政府的獎學金，並赴華留學。

### 人员交流
据塞内加尔驻华大使馆估计，2022年时有近250名塞内加尔人在中国，相比2019冠状病毒病疫情之前的约500人有所减少。

## 外部連結
- 中华人民共和国驻塞内加尔共和国大使馆官方网站（简体中文）（法文）
  - 中华人民共和国驻塞内加尔共和国大使馆经济商务处官方网站（简体中文）